# 米卡埃尔·西尔韦斯特
米卡埃尔·西尔韦斯特（法語：Mickaël Silvestre，1977年8月9日—），是一名法國足球運動員，司職中堅或左後衛。擅長後上接應角球攻門，曾效力雷恩、國際米蘭、曼聯及阿仙奴。

## 球員生涯

### 球會
施維斯達出身法甲的雷恩，曾上陣49場賽事，其後轉會到意甲球會國際米蘭，但上陣機會不多，卻被費格遜看中，在1999年9月10日以350萬英鎊轉會到曼聯。
加盟曼联后的西尔韦斯特一直是队伍中的重要成员，主要出任左后卫，有时也担任中后卫。虽然在球队失利或战绩不佳时经常成为被批评的对象，但是历年的出场次数一直名列前茅，其中2002-03赛季和2003-04赛季表现尤为出色。
2006-07赛季，由于左后卫位置軒斯与艾夫拿竞争激烈，中后卫新加盟的維迪坐稳主力位置，西尔韦斯特第一次失去主力位置。
2007年9月17日，西尔韦斯特在比赛中拉伤膝部十字韧带，被宣布无缘赛季剩余比赛。
2008年8月20日，西尔韦斯特75萬英鎊轉投阿仙奴，並簽約兩年，穿上18號球衣，成為自1974年布莱恩·基德後第一位由曼聯轉會至阿仙奴的球員。西尔韦斯特共为曼联在正式比赛中出场361次，攻入10球。
2010年8月30日約滿阿仙奴的施維斯達轉戰德甲，以自由身加盟雲達不萊梅，簽約兩年。

### 國家隊
施維斯達早於1997年已代表法國青年軍出席世青盃，亦40次代表國家隊。但在2004年歐洲國家杯中多次犯錯導致被罰十二碼，而法國亦於次圈被希臘淘汰出局。不過在2006年世界杯，施維斯達卻仍能入選國家隊，上陣過一場。

## 外部連結
- 足球資料庫：施維斯達
- manutdplayers.co.uk：施維斯達連結網站
- 施維斯達球迷網站
- u-soccer.com：施維斯達